# دانشگاه آزاد اسلامی واحد زاهدان
دانشگاه آزاد اسلامی واحد زاهدان، یکی از واحدهای جامع دانشگاه آزاد اسلامی در شهر زاهدان است که در سال ۱۳۶۱ بنیانگذاری شد. این دانشگاه دارای ۶٬۴۱۹ دانشجو و ۱۲۲ رشته در مقاطع کاردانی پیوسته و ناپیوسته، کارشناسی پیوسته و ناپیوسته، کارشناسی ارشد، پزشکی (دکتری حرفه‌ای) و دکتری تخصصی است.

## دانشکده‌ها
- دانشکده فنی و مهندسی
- دانشکده پزشکی
- دانشکده علوم انسانی
- دانشکده حقوق و علوم سیاسی
- دانشکده علوم پایه
- دانشکده روانشناسی و علوم تربیتی
- دانشکده عمومی[۲]